# Eparchia Irinjalakuda
Eparchia Irinjalakuda – eparchia Kościoła katolickiego obrządku syromalabarskiego w Indiach. Została utworzona w 1978 z terenu eparchii Trichur.

## Ordynariusze
- James Pazhayattil (1978-2010)
- Pauly Kannookadan, od 2010